# Michel Chevalier
Michel Chevalier (Limoges, 1806. január 13. – Montpellier, 1879. november 28.) francia közgazdász, politikus, mérnök, nemzetgazdasági író.

## Életrajza
Miután iskoláit, köztük a bányászati tanodát is elvégezte, közvetetlenül a júliusi forradalom előtt mérnökké nevezték ki a Nord kerületbe. Kezdetben Saint-Simon tanainak volt híve, s miután megromlott egészsége miatt állásától megvált, ennek az iránynak a két folyóiratába írt cikkeket. Amint a Saint-Simonisták közt szakadás állott be, Chevalier Barthélemy Prosper Enfantint követte, és 1832-ben vele együtt törvényszék elé állították és mivel ő is részt vett a Livre Nouveau szerkesztésében, egy évi fogságra ítélték. Azonban még büntetésének letelte előtt szabadon bocsátották, sőt Thiers Észak-Amerika csatorna- és útrendezésének tanulmányozásával bízta meg. Ennek az útjának (1833–35) tapasztalatait adta ki, Lettres sur l'Amérique du Nord (1836, 2 kötet; 1842, 4. kiad.) című művében. Ekkorra már szakított a saint-simonizmussal. 1837-ben a kormány megbízásából Angliában járt és ekkor jelent meg: Des intérêts matériels en France című dolgozata. (1843, 7. kiadás.) 1838-ban államtanácsossá, 1840-ben a Collège de France nemzetgazdaságtan tanárává, 1841-ben a bányák főmérnökévé nevezték ki. 1845-ben a konzervatív párt a kamarába küldte. 1848-ban Louis Blanc ellen küzdött, s bár ezen évben rövid időre elvesztette tanári állását, III. Napóleon 1851-ben valóságos államtanácsossá nevezte ki. Az 1862. évi londoni és az 1862. évi párizsi világkiállítás munkálataiban tevékeny részt vett, s ez utóbbiról az Introduction aux rapports du jury international-t adta ki (1868), amelyben érdekes nemzetgazdasági fejtegetések találhatók. 1860-ban szenátor lett, 1869-ben pedig a nemzetközi békeligán elnökölt. Chevalier lelkes híve volt a szabadkereskedelemnek, s mint általában a szabadelvű nemzetgazdasági irány támogatójaként nagy hatást gyakorolt Franciaország gazdaságpolitikájára. Különösen nagy része volt a III. Napóleon, illetőleg az 1860-as angol–francia kereskedelmi szerződés által megindított szabadkereskedelmi irány terjesztésében.

## Jelentősebb munkái
- Histoire et description. des voies de communication aux États-Unis (2 kötet, 1840)
- De l'industrie manifacturiere en France (1842)
- Da la question de l'intervention dans les travaux publics des gouvernements dans l'Amérique (1842)
- Essais de politique industrielle (1843)
- Cours d'économie politique (3 kötet, 1842-50)
- L'isthme de Panama (1844)
- Lettres sur l'organisation du travail (1848)
- Questions des travailleurs (1848)
- La liberté aux États-Unis (1849)
- L'économie politique et le socialisme (1849)
- Chemins de fer (1852)
- Examen des principaux arguments des prohibitionistes (1857)
- Le Méxique ancien et moderne (1863)
- Le monopole et la liberté (1867)
- La richesse considerée au point de vue moral et politique (1868)
- La constitution d'Angleterre (1869)
- Turgot et la liberté du travail (1873)
- Étude sur A. Smith (1874)